# بازآرایی آمادوری
بازآرایی آمادوری یک واکنش آلی است که ایزومری کاتالیز شده با باز یا اسید یک ترکیب N-گلیکوزید از یک آلدوز یا یک گلیکوزیل آمین به ترکیب۱-آمینو-۱-دئوکسی کتوز را ممکن می سارد. این واکنش توسط شیمیدان آلی ماریو آمادوری (1886–۱۹۴۱) در سال ۱۹۲۵ زمانی که وی مشغول مطالعهٔ واکنش واکنش میلارد بود، گزارش شد.